# Северен Курдуфан
Северен Курдуфан (на арабски: شمال كردفان‎; на английски: North Kordofan) е една от 25-те провинции на Судан. Разположена е в южната част на страната, в региона Курдуфан. Заема площ от 185 302 км² и има население от 2 529 370 души (по данни от 2006 година). В административно отношение провинцията се дели на 8 окръга. Главен град на провинцията е Обейд.

## История
През 2005 година в съответствие с Найвашкото съглашение в състава на провинцията влизат следните северни окръзи на заличената провинция Западен Курдуфан – Ен Нухуд (En Nuhud) и Хебейш (Ghebeish).